# Klares Fenn
Der Klare Fenn ist ein See bei Rollwitz im Landkreis Vorpommern-Greifswald in Mecklenburg-Vorpommern.
Das etwa 1,6 Hektar große Gewässer befindet sich im Gemeindegebiet von Rollwitz, 1,5 Kilometer südwestlich vom Ortszentrum entfernt. Der verfügt über keine natürlichen Zu- oder Abflüsse. Die maximale Ausdehnung des Klaren Fenns beträgt etwa 200 mal 120 Meter.